# 影山☆桃井の倍速もえちゃんねる
『影山☆桃井の倍速もえちゃんねる』（かげやまももいの ばいそくもえちゃんねる）は、ラジオ番組。パーソナリティは影山ヒロノブと桃井はるこ。JAM Projectのメンバーでもあり、熱い歌を中心に発表してきた影山ヒロノブと、UNDER17として数々の萌えソングを発表してきた桃井はるこ、とある意味不思議な取り合わせであったが息はぴったり。
2003年4月から開始した「ゴクラク!もえもえステーション」の1時間枠の後半30分を務める。放送時期は2003年4月2日から同年6月25日までの毎週水曜24:30から。TBSラジオでも数日遅れながら同様の内容で放送された。

## コーナー
この番組には「ゲストコーナー」「アニソンベスト3」「アニソンぐるぐーる」「もえもえフュージョン」4つのコーナーがあった。
ゲストコーナー
毎週アニソン界の有名人をゲストに迎えるコーナー。
アニソンベスト3
リスナーが好きなアニソンベスト3を投稿するコーナー。
アニソンぐるぐーる
アニソンが頭の中を「ぐるぐーる」したシチュエーションを投稿するコーナー。
もえもえフュージョン
パーソナリティが毎週交代で生歌。ただし影山ヒロノブは萌えソングを、桃井はるこは燃えソングを歌うという一風変わった内容。

## もえもえフュージョン 演奏曲リスト
- 聖闘士星矢「聖闘士神話～SOLDIER DREAM～」
- ギャラクシーエンジェルA「ギャラクシー☆ばばんがBang!」
- キン肉マン「キン肉マンGo Fight!」
- いちご打「いちごGo! Go!」
- The Soul Taker 〜魂狩〜「SOUL TAKER」
- まじかるトワラー・エンジェルラビィ☆ 「天罰!エンジェルラビィ」
- 超重神グラヴィオン「嘆きのロザリオ」
- The・かぼちゃワイン「Lはラブリー」
- 戦国魔神ゴーショーグン「ゴーショーグン発進せよ！」
- アーケードゲーマーふぶき「thunder of PP」
- 勇者王ガオガイガー「勇者王誕生！」
- 「Shooting Star」